# Білоцерківська агропромислова група
«Білоцерківська агропромислова група» (БІАГР) — українська компанія, що виробляє молочні продукти. Історія розвитку підприємства розпочалася в 1960 році. Сьогодні це сучасний агропромисловий комплекс замкнутого циклу з виробництва молочних продуктів: кисломолочних сирів, солодковершкового масла, вершкових крем-сирів, плавлених сирів, а також сухого знежиреного молока та сироватки сухої демінералізованої.
Підприємство має власні виробничі потужності розташовані в с. Білоцерківка Полтавської області та власний молочний комплекс, який забезпечує постійне постачання молочної сировини.
Офіційні філії «Білоцерківської агропромислової групи» знаходяться в м.Полтаві, м.Харкові, м.Києві та м.Львові. Молочні продукти реалізуються по всій території України, а сухе знежирене молоко, солодковершкове масло та сироватка суха демінералізована експортується за кордон.

## Про компанію
Компанію «Білоцерківська агропромислова група» було створено у результаті реорганізації ВАТ «Білоцерківський молочний завод» у 2008 році.
Основними етапами становлення підприємства були:
- 1960 р. — створення підприємства виробничою дільницею Миргородського сирзаводу.
- 1964 р. — реорганізація у виробничу дільницю Решетилівського маслозаводу.
- 1968—1975 рр. — підприємство перебувало на самостійному балансі.
- 1975—1992 рр. — знаходилося у підпорядкуванні Миргородському сироробному комбінату.
- 1992—2008 рр. — сформовано відкрите акціонерне товариство «Білоцерківський молочний завод»
- 2001—2002 рр. — проведено модернізацію та заміну технологічного устаткування для ліній виробництва масла вершкового, спредів та казеїну.
- 2008 р. — підприємство реорганізовано у ПП "Білоцерківська агропромислова група ".
- 2009 р. — на підприємстві було впроваджено інтегровану систему менеджменту системи якості на базі міжнародних стандартів ISO 9001-2001.
- 2010 р. — введено в експлуатацію нову адміністративну будівлю, будівлі транспортного відділу та сучасне відділення мийки автомолцистерн.
- 2011 р. — організація сучасного тваринницького комплексу на 2,500 тисяч голів ВРХ з метою забезпечення підприємства власною сировинною базою.
- 2011 р. — введення в дію потужного елеватора та сушки, оновлення парку сільськогосподарської техніки
- 2011 р. — сертифікація підприємства згідно зі стандартами НАССР[3].
- 2011 р. — введення в дію європейського зразка цеху з виробництва плавлених сирів.
- 2013 рр. — будівництво цеху сухих молочних продуктів та складів готової продукції.
- 2020 рр. — модернізація обладнання на всіх технологічних процесах.
- 2021 рр. — запуск цеху з переробки рідкої сироватки.

На підприємстві впроваджена та сертифікована система менеджменту харчової безпеки відповідно до вимог міжнародної схеми сертифікації FSSC 22000 (Food Safety System Certification), що передбачає забезпечення виконання програм — передумов для допомоги в управлінні ризиками, пов'язаними з безпечністю харчової продукції та охоплює всі процеси харчового ланцюга.

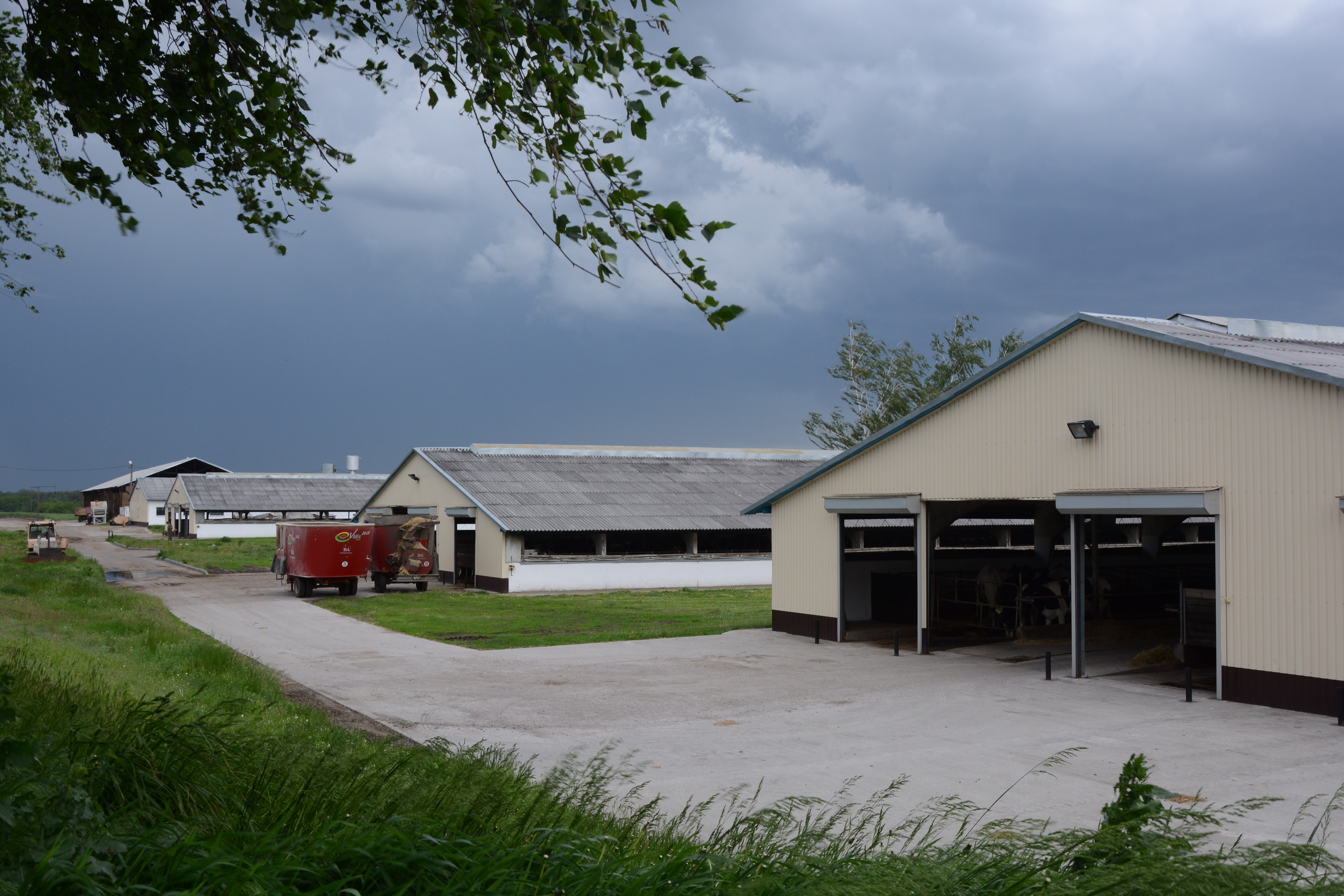
Компанія “БІАГР” має власний молочний комплекс

## Продукція
- сир кисломолочний[4];
- масло солодковершкове[5];
- крем-сири;
- плавлені сири;
- спред і рослинно-вершкова суміш;
- сухе знежирене молоко;
- сироватка суха демінералізована.

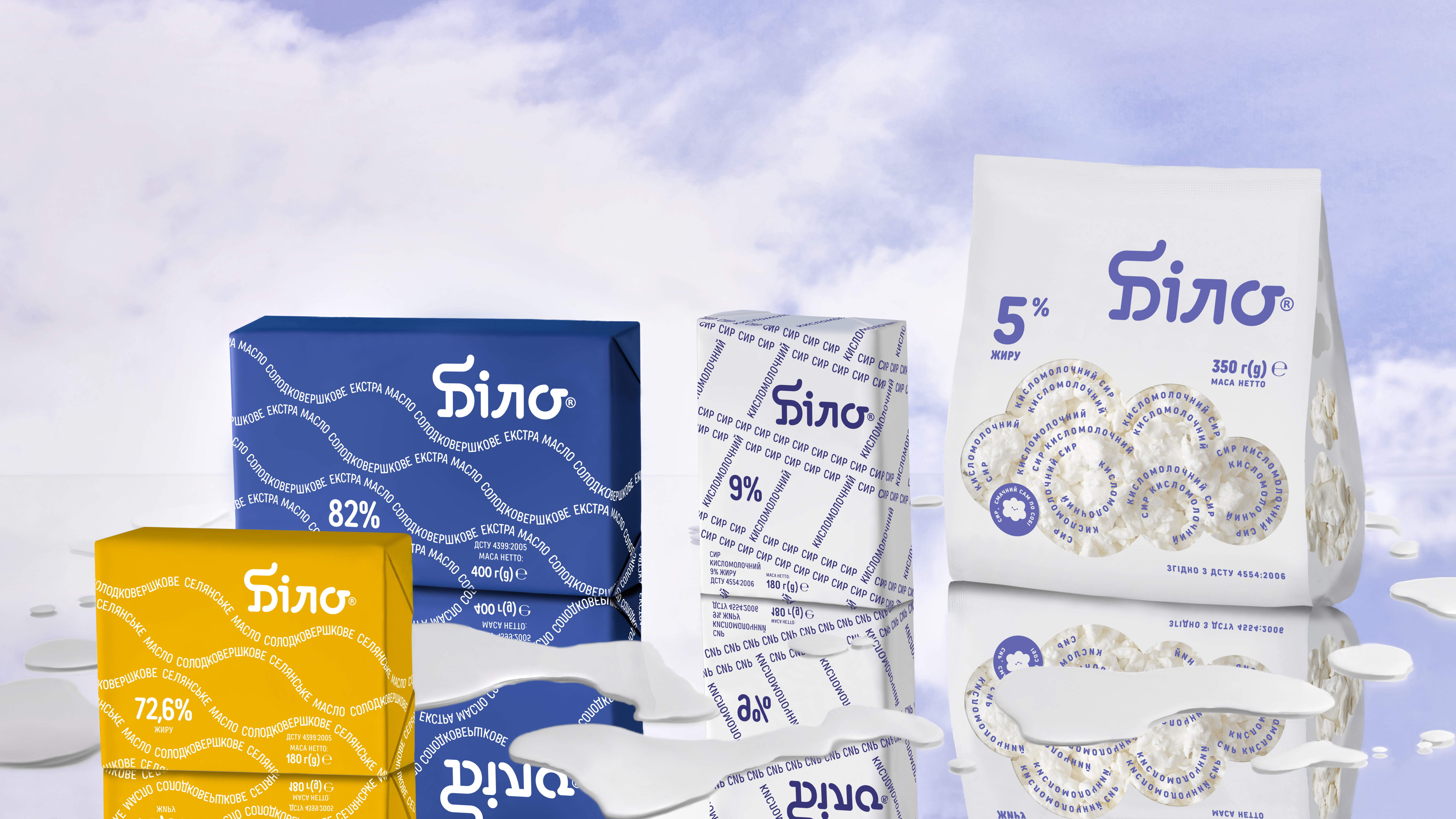
Молочні продукти БІЛО

Бренди: ТМ БІЛО, ТМ Білоцерківське, БІАГР.